# Pam Shriver
Pamela Howard Shriver Lazenby (Baltimore, Maryland, 1962. július 4. –) egykori páros világelső, olimpiai bajnok, visszavonult amerikai teniszezőnő.
Pályafutása során huszonkét Grand Slam-tornán diadalmaskodott, ebből huszonegyet páros, egyet vegyes páros versenyben szerzett. Az 1988-as olimpián aranyérmet szerzett párosban Zina Garrisonnal.
Egyéniben 21, párosban 112 tornagyőzelmet aratott.
2002-ben a teniszhírességek csarnokának (International Tennis Hall of Fame) tagjai közé választották.

## Grand Slam-győzelmek

### Páros
- Australian Open: 1982, 1983, 1984, 1985, 1987, 1988, 1989
- Roland Garros: 1984, 1985, 1987, 1988
- Wimbledon: 1981, 1982, 1983, 1984, 1986
- US Open: 1983, 1984, 1986, 1987, 1991

### Vegyes páros
- Roland Garros: 1987